# Wolfgang Gersch
Wolfgang Gersch (* 13. Juni 1935 in Neurode, Schlesien; † 21. Februar 2020 in Berlin) war ein deutscher Filmwissenschaftler und Theaterkritiker.

## Leben
Wolfgang Gersch wurde 1935 in Neurode/Schlesien geboren. Er studierte Dramaturgie an der Deutschen Hochschule für Filmkunst in Potsdam-Babelsberg, dann Theaterwissenschaft an der Berliner Humboldt-Universität. Anschließend war er bis 1958 Filmredakteur beim Berliner Rundfunk, dann bis 1968 bei der Zeitschrift Deutsche Filmkunst und der Quartalspublikation 'film – Wissenschaftliche Mitteilungen' und ab 1969 Filmhistoriker am Institut für Filmwissenschaft. 1973 promovierte er an der Humboldt-Universität und war Dozent an der Hochschule für Film und Fernsehen. Von 1982 bis 1990 war er im Institut für Ästhetik an der Akademie der Wissenschaften der DDR tätig. Von 1960 bis 1985 war er zudem auch ständiger Theaterkritiker der Ost-Berliner Tageszeitung Tribüne. 
1990 wurde er Abteilungsleiter (Film) im Kulturministerium der DDR-Regierung de Maizière. Zwischen 1990 und 2000 war er Mitarbeiter im Filmreferat des Bundes, beim Beauftragten der Bundesregierung für Kultur und Medien. Er lebte mit seiner Frau, der literarischen Übersetzerin Christel Gersch, in Berlin-Pankow; sie haben zwei Kinder. Der Sohn Tilman Gersch ist Theaterregisseur und Intendant.
Wolfgang Gersch starb am 21. Februar 2020 in Berlin.

## Wirken
Wolfgang Gersch war Verfasser und Herausgeber von Kritiken, Abhandlungen, Büchern und Radio-Features. Er hielt zahlreiche Vorträge und Lesungen im In- und Ausland. Er war Co-Autor von dokumentarischen Filmen, u. a. 'Die Mit-Arbeiterin' (Elisabeth Hauptmann) von Karlheinz Mund.

## Publikationen (Auswahl)
- Brechts Texte für Filme (Co-Hg.), Frankfurt am Main 1969, Berlin (Ost) 1971
- Bertolt Brecht. Kuhle Wampe. Protokoll des Films und Materialien (Co-Hg.), Frankfurt am Main 1969, Leipzig 1971
- Film bei Brecht, Berlin 1975, München 1976
- Béla Balázs' Schriften zum Film (Co-Hg.), 2 Bd., Berlin(Ost), Budapest, München 1982, 1984
- Schweizer Kinofahrten, Begegnungen mit dem neuen Schweizer Film; Berlin (Ost), München, Zürich 1984
- Chaplin in Berlin. Illustrierte Miniatur nach Berliner Zeitungen von 1931, Berlin (Ost), Berlin (West) 1989 und Berlin 1999
- Szenen eines Landes. Die DDR und ihre Filme, Berlin 2006
- Geschichte der nicht wahrgenommenen Möglichkeiten oder Wie 1990 das Ende der DEFA begann, Publikation der DEFA-Stiftung 2011
- Wir haben geglüht! Die DDR-Zeitschrift "film – Wissenschaftliche Mitteilungen 1964/65", in: Johannes Roschlau (Red.): Im Zeichen der Krise. Das Kino der frühen 1960er Jahre. München: Edition Text + Kritik 2013, S. 146–155.